# Xã Ohio, Quận Monroe, Ohio
Xã Ohio (tiếng Anh: Ohio Township) là một xã thuộc quận Monroe, tiểu bang Ohio, Hoa Kỳ. Năm 2010, dân số của xã này là 1.004 người.